# Теодора Лазаревић
Теодора Лазаревић (умрла пре 1405. године) била је ћерка кнеза Лазара Хребељановића и кнегиње Милице. Била је прва супруга угарског великаша Николе II Горјанског. Теодора се последњи пут директно помиње у једном светогорском акту из 1395/6. године. Умрла је пре 1405. године када се Никола Горјански оженио други пут.